# Ochthebius recurvatus
Ochthebius recurvatus är en skalbaggsart som beskrevs av Manfred A. Jäch 1991. Ochthebius recurvatus ingår i släktet Ochthebius och familjen vattenbrynsbaggar. Inga underarter finns listade i Catalogue of Life.